# Symmorphus yunnanensis
Symmorphus yunnanensis är en stekelart som beskrevs av Gusenleitner 2002. Symmorphus yunnanensis ingår i släktet vedgetingar, och familjen Eumenidae. Inga underarter finns listade i Catalogue of Life.